# Villapalacios
Villapalacios là một đô thị ở tỉnh Albacete nằm ở cộng đồng tự trị Castile-La Mancha của Tây Ban Nha. Đô thị Vilagrassa có diện tích là 87,48 ki-lô-mét vuông, dân số năm 2009 là 706 người với mật độ 8,07 người/km². Đô thị Vilagrassa có cự ly 98 km so với tỉnh lỵ Albacete.